# 40 grados (álbum)
40 grados es el nombre del cuarto álbum de estudio grabado por la agrupación mexicana Magneto. Fue lanzado al mercado bajo el sello discográfico CBS Discos el 7 de noviembre de 1989.
De este álbum se desprenden los sencillos: Cuarenta grados, Obsesionado, Tu mejor amigo, Las palabras dueto con la cantante y actriz mexicana Angélica Vale, entre otros.

## Canciones
| 40 grados |                                                                   |                                                                               |          |  |
| N.º       | Título                                                            | Escritor(es)                                                                  | Duración |  |
| 1.        | «Amor a mogollón» (Linha e carretel)                              | Paul Mounsey Edgard B. Pocas Adapt: al español: María Rosario Ovelar          | 3:17     |  |
| 2.        | «Las palabras (As palavras)» (con Angélica Vale)                  | F. de Diego                                                                   | 3:52     |  |
| 3.        | «Sin ti»                                                          | Rolando Paredes                                                               | 3:54     |  |
| 4.        | «Super héroes / Batman» (Era dos super herois)                    | S. López · P. Coelho Adapt: al español: Karen y Manolo                        | 3:38     |  |
| 5.        | «Inspiración»                                                     | J.C. Ramos Vaquero · J.D. Maroto Ruíz                                         | 3:41     |  |
| 6.        | «Obsesionado» (Ando parado)                                       | Paul Mounsey · Edgard B. Poucas Adapt: al español: Karen Guindi               | 3:59     |  |
| 7.        | «Cuarenta grados» (Tudo a ver com Teu olhar)                      | Paul Mounsey · Edgard B. Poucas Adapt: al español: José A. García Morato      | 3:33     |  |
| 8.        | «Ven a mí (Stay with me)» (Vem pra mim)                           | Alice May · Edgard B. Poucas Adapt al español: Juan Carlos Nieto Chao         | 3:18     |  |
| 9.        | «Ella me gusta (Stading un the reilling)» (E'la non gusta de mim) | Alice May · Edgard B. Poucas Adapt: al español: María Rosario Ovelar          | 3:14     |  |
| 10.       | «Siglo XX» (American Pie)                                         | Don McLean                                                                    | 5:31     |  |
| 11.       | «Tu mejor amigo» (Proud Mary)                                     | John C. Fogerty Adapt: al español: L. Villar · E. Santos · Luis Gómez Escolar | 4:07     |  |

## Integrantes
- Álex, Mauri, Alan, Charlie, Elías

- Datos: Q5652345